# Polyphaenis mediofuligmosa
Polyphaenis mediofuligmosa là một loài bướm đêm trong họ Noctuidae.